# Paul B. Coremans
 (novembre 2018).
Paul Bernard Joseph Marie Coremans (Borgerhout, 29 avril 1908 – Noorden, 11 juin 1965) est le fondateur et premier directeur de l’Institut royal du patrimoine artistique (IRPA). 

## Biographie

### Études
De 1920 à 1926, Paul Coremans étudie le latin et le grec à l’Athénée royal d’Anvers. Il fait ensuite à l’Université libre de Bruxelles (ULB) des études de chimie, qu’il termine en 1932 par l’obtention d’une thèse de doctorat.

### Carrière
Il devient assistant au laboratoire de chimie de l’ULB, puis, en 1934, Jean Capart, conservateur des musées royaux d'Art et d'Histoire de Bruxelles (MRAH), l’invite à mettre en place un laboratoire et à réorganiser la documentation photographique des musées. Le service de la documentation belge est né.
Coremans y étudie les objets du point de vue de leur authenticité et de leur état de conservation, grâce aux méthodes de laboratoire qu’il maîtrise : rayon X, infrarouge, ultraviolet… Les rapports qu’il remet à Capart à propos des objets étudiés sont très vite intégrés et publiés dans les Bulletins des Musées. Il s’attache aussi à contrôler l’hygrométrie dans les MRAH, ce qui le conduit à publier en 1935 sa première étude, Le conditionnement de l’air dans les musées. Il ne cesse, en parallèle, de compléter sa formation, en suivant notamment un cours de métallographie et de technologie des matériaux métalliques à l’ULB, un cours de spectrographie à l'université de Liège, ainsi que des leçons d’histoire de la peinture flamande au XVe siècle aux musées royaux des Beaux-Arts de Belgique.
En 1940, il est chargé d’organiser une vaste campagne photographique du patrimoine artistique belge, afin de compléter la collection de 30 000 négatifs du service photographique des MRAH (dont 12 000 réalisés par les Allemands en 14-18). Il est soutenu dans cette tâche par Jozef Muls, directeur général des Beaux-Arts, et Constant Leurs, commissaire général à la Restauration du pays. Coremans recrute des jeunes gens, les soustrayant ainsi au travail obligatoire en Allemagne, et s’assure la collaboration de photographes dans toutes les provinces du royaume. 160 000 vues sont réalisées. C’est la base des Archives centrales iconographiques d’Art national (l'un des piliers des ACL). Militant pour le Mouvement national belge en tant que résistant armé, Coremans cache de jeunes résistants et réfractaires au travail en Allemagne, dans les bâtiments du parc du Cinquantenaire. Son équipe effectue des missions d’urgence pour sauver les restes de la châsse de sainte Gertrude de Nivelles, et les peintures murales des églises Saint-Brice et Saint-Quentin de Tournai. Il s’inquiète également de l’état de conservation des œuvres des musées de Bruges transportées au château de Lavaux-Sainte-Anne, ainsi que de celles stockées dans divers abris à Gand, Anvers et Bruxelles. Il met tout en œuvre pour leur garantir les moins mauvaises conditions possibles.
En 1942, il est nommé attaché à la direction et chef des Laboratoires des musées royaux d’art et d’histoire.
Durant les années 43-45, il est incorporé dans l'équipe des Monuments Men, chargée de protéger et récupérer les oeuvres d'art spoliées par les nazis.
À la Libération, c’est lui qui, avec George Boas et Émile Langui, s’occupe de la récupération des trésors artistiques de Bruges et Louvain rassemblés à Munich. Cette mission de confiance suscite une réflexion sur le problème de la protection du patrimoine en temps de guerre : il entreprend une enquête internationale à ce sujet. De là découle l’élaboration d’une série de directives qu’il publie dans un manuel en 1946 : La Protection scientifique des œuvres d’art en temps de guerre.
Parallèlement, les services des musées dont Coremans a la charge se développent, entraînant en 1948 la création des Archives Centrales iconographiques d’Art national et Laboratoire central des musées de Belgique (ACL), institution autonome dont Coremans devient le directeur. Les ACL deviendront en 1957 l’Institut royal du patrimoine artistique.
Coremans est désigné la même année comme expert dans l’affaire du faussaire Han van Meegeren, ce qui lui vaudra par après une grande renommée, mais aussi de nombreuses attaques émanant de propriétaires floués.
En 1948, il est nommé chargé de cours à l’université de Gand et y introduit, pour la première fois en Belgique, l’enseignement de la technologie et de l’examen scientifique des œuvres d’art, pour les étudiants en archéologie et histoire de l’art, et ce afin de leur permettre de ne pas négliger les aspects matériels de l’œuvre par rapport aux aspects esthétiques et historiques. Cette expérience de la rencontre entre sciences exactes et sciences humaines le pousse à réorganiser les ACL en trois départements : Documentation, Conservation-Restauration et Laboratoires : le concept d’interdisciplinarité est né.
Le premier grand projet de restauration des ACL, en 1950, est la restauration du polyptyque de l'Agneau mystique des frères Hubert et Jan van Eyck.
D’autres restaurations suivent alors dans le même esprit de collaboration. Le besoin de diffuser les méthodes mises en œuvre dans ces restaurations justifie la publication du Bulletin de l’Institut royal du patrimoine artistique dès 1958.
Parallèlement, se met en place sous l’impulsion de Coremans le Centre national de recherches « Primitifs flamands », en collaboration avec Herman Bouchery et Jacques Lavalleye. Ce Centre publiera plusieurs séries d’ouvrages, qui permettront à l’IRPA de prétendre à une activité internationale accrue. C’est d’ailleurs par égard pour son expérience des centres de recherches que Coremans est désigné en 1957 membre de la Commission spéciale d’examen de la Recherche scientifique, instituée par le Conseil national de la Politique scientifique.
Entre 1951 et 1954, il participe activement à l’élaboration du programme du Brussels Art Seminar, un cursus universitaire fondé par la Belgian American Educational Foundation, et se propose de donner des cours sur les techniques utilisées en peinture. D’éminents spécialistes, tels qu’Erwin Panofsky, y assistent.
Cette activité intense, aussi bien nationale qu’internationale, exige alors pour l’IRPA le développement de nouveaux locaux indépendants et adaptés aux fonctions de ses services. Coremans étudie alors minutieusement, avec René Sneyers, directeur-adjoint, et Maurice Vanden Stock, directeur administratif, les exigences de chacun des départements de l’Institut. Commencée en 1959, la construction du nouvel édifice s’achève en 1962, et apparaît comme un modèle du genre qui inspirera diverses institutions étrangères. C’est surtout l’occasion pour Coremans de rationaliser et de développer l’activité de formation de l’Institut, en créant un programme régulier de cours post-gradués pour l’examen scientifique et la conservation des biens culturels. Il consacrera dans ses dernières années une intense énergie à cette activité didactique. La conception et la diffusion d’un enseignement interdisciplinaire dans ce domaine devient une de ses préoccupations premières. Il donne de ce fait à l’IRPA en 1963 une formation à la fois théorique et pratique en conservation, en collaboration avec la Belgian American Educational Foundation et le Conservation Center du New York University Institute of Fine Arts.
Il meurt le 11 juin 1965 à Noorden. Son chef de laboratoire, René Sneyers, devient le deuxième directeur de l’IRPA.
Paul Coremans est reconnu internationalement comme promoteur de l’intérêt pour l’héritage artistique mondial, intérêt qu’il a contribué à développer par la mise en œuvre de ses conceptions novatrices.

### L’Agneau mystique
Le premier grand projet de restauration des ACL, en 1950, est la restauration du polyptyque de L'Agneau mystique des frères Van Eyck. C’est l’occasion d’une mise en œuvre exemplaire de la convergence interdisciplinaire au service de la restauration d’un chef-d’œuvre. Coremans est convaincu qu’un chef-d’œuvre d’une telle importance appartient à l’humanité ; sa restauration ne peut donc être l’affaire d’un seul pays. Il convoque pour la première fois une commission consultative internationale d’experts qui se réunira à plusieurs reprises :
- Georges-Henri Rivière (FR), directeur de l'ICOM
- Georges Salles (FR), premier directeur des Musées de France
- Sir Philip Hendy (GB), directeur de la National Gallery, remplacé en février 1951 par Harold J. Plenderleith (GB), professeur à la Royal Academy of Art et maître de conférence au comité scientifique de la National Gallery
- George Stout (USA), directeur de l'Art Museum, Worcester, USA
- René Huyghe (FR), Louvre
- Neil McLaren (GB), National Gallery, Londres
- Arthur van Schendel (NL), Rijksmuseum, Amsterdam
- Jan Karel van der Haagen (NL), chef de la Division des musées et monuments historiques de l’UNESCO
- Cesare Brandi (IT), directeur de l’Istituto Centrale del Restauro, Rome

Tous les examens et opérations effectués sont consignés dans une publication, L’Agneau mystique au laboratoire (1953).

### L’affaire Van Meegeren
Début 1946, l’affaire van Meegeren, dite des faux Vermeer de Delft éclate : Han van Meegeren, peintre et faussaire néerlandais, réalise des faux Vermeer, dont un qu’il vend à Hermann Göring durant la Seconde Guerre mondiale. Après celle-ci, van Meegeren est accusé d’avoir collaboré, par la vente de patrimoine national à l’ennemi, et mis en prison. Là, il avoue avoir réalisé des faux, ce qu’il prouvera en réalisant Le Christ au temple en présence de témoins dans sa cellule. Un comité d’experts, dirigé par Paul Coremans, doit alors se prononcer sur l’authenticité ou non de l’œuvre vendue à Göring. C’est l’occasion pour Coremans d’appliquer les méthodes de laboratoire à une œuvre d’art. Il s’avère que cette œuvre ne peut dater de l’époque de Vermeer, et est donc un faux. En effet, plusieurs examens scientifiques mènent à cette conclusion :
- la préparation des œuvres contient des résines phénolformaldehyde, un composant chimique produit à partir du XXe siècle, retrouvé par ailleurs dans son atelier ;
- la poussière contenue dans les craquelures est trop homogène que pour être naturelle. Van Meegeren mettait dans celles-ci de l’encre de Chine, attirant ainsi la poussière dans des zones qu’elle n’aurait jamais atteinte sans cela ;
- les craquelures de la couche supérieure ne correspondent pas à celles de la couche de préparation, ce qui est normalement le cas pour une œuvre ayant naturellement vieilli.

Mais en 1951, plusieurs voix s’élèvent contre Coremans. Jean Decoen, expert et restaurateur d'art de Bruxelles, fait savoir dans son ouvrage Back to the truth, Vermeer-Van Meegeren: Two genuine Vermeers, que Les Disciples d’Emmaüs et La Dernière Cène, attribués à van Meegeren, sont de vrais Vermeer. Il remet donc en question la validité de l’expertise de Coremans. La seconde émane de Daniel George Van Beuningen, qui travaille pour le compte du musée Boijmans Van Beuningen. En effet, celui-ci, collectionneur, attaque les conclusions, et demande à Coremans d’admettre qu’il s’est trompé. Celui-ci refusant de s’y soumettre, van Beuningen l’attaque en justice, mais en 1956, le tribunal tranche en faveur de Coremans et de ses résultats.
Cette affaire fait de Paul Coremans un expert en vue dans le monde entier dès 1946. C’est grâce à celle-ci qu’il est invité dans plusieurs universités et musées des États-Unis, en effet désireux de connaître ses méthodes. Son livre Van Meegeren’s Faked Vermeers and de Hooghs. A Scientific Examination, publié en 1949, ne fait qu’accroître sa notoriété, aussi bien nationale qu’internationale.

### Action internationale
Dès 1937, Coremans devient soucieux d’établir des relations avec les institutions scientifiques étrangères analogues à la sienne. C’est pourquoi il accompagne Jean Capart aux États-Unis, et prend contact avec les principaux laboratoires de musées et d’universités de l’Est des États-Unis, ainsi qu’avec les principaux spécialistes de l’examen scientifique et de la conservation des œuvres d’art, comme Rutherford J. Gettens, directeur du laboratoire du Fogg Art Museum. Ces rencontres lui ouvrent de larges perspectives de développement pour son laboratoire.
Entre 1947 et 1948, il donne en tant que professeur-invité une série de séminaires aux États-Unis, dans différentes universités : université Harvard, Simmons College, Oxford School, université Johns-Hopkins, Washington University. Ceux-ci ont pour sujet la recherche scientifique sur les œuvres d’art de façon générale, et plus spécifiquement les méthodes utilisées dans l’affaire van Meegeren.
En 1950, il participe à la création, avec F.I.G Rawlins, Harold J. Plenderleith et George Stout, de l’International Institute for Conservation of Historic and Artistic Works (IIC), organisme contribuant à l’approfondissement des connaissances technologiques et à l’élévation de la qualité des restaurations. Il en est le président de janvier 1955 à 1958, puis vice-président jusqu’à sa mort. L’Interrnational Council of Museums (ICOM) crée dans le même mouvement une Commission pour le traitement des peintures, et charge Coremans d’étudier la création d’un Comité international de l’ICOM pour les laboratoires des musées. Il voit le jour en 1952, et fusionnera ensuite avec la Commission pour le traitement des peintures. Coremans en est le secrétaire général de 1955 à 1958.
En 1953, il est envoyé aux États-Unis par la Belgian American Educational Foundation afin de donner des cours du « Belgian Art Seminar ». Ceux-ci sont donnés à l’Institute of Fine Arts à la New York University et à l’Oberlin College, et ont pour sujet la recherche scientifique sur les peintures anciennes, appliquée à L’Agneau mystique des frères Van Eyck.
Il est également appelé en tant qu’expert à de nombreuses reprises par les gouvernements étrangers, pour les tableaux de de Vinci au Louvre, la Chapelle des Scrovegni à Padoue, en Bulgarie, à Oslo… Sa mission effectuée pour l’UNESCO en 1956 en Indonésie l’invite à se pencher sur les problèmes de conservation dans les climats chauds et humides, et donc sur la nécessité d’établir des laboratoires dans ces régions. Il met en place un système de collaboration entre l’IRPA et l’UNESCO, ce qui l’amène à devenir un consultant très recherché de la Division des Musées et Monuments de l’UNESCO. L’expérience mondiale qu’il acquiert ainsi le mène à élaborer une doctrine de la protection du patrimoine culturel dans les climats chauds et humides. Il recommande aussi la création de centres régionaux d’initiation ou de perfectionnement dans la conservation, ce que l’UNESCO réalisera à Jos, Mexico, New Delhi, Honolulu et Bagdad. Il sera appelé 12 fois en tant qu’expert auprès de l’UNESCO entre 1956 et 1965.
Il est fait membre d’honneur de la British Museum Association en 1957.
Entre 1957 et 1959, il est responsable, avec quelques collègues, de la création par l’UNESCO du Centre international d’études pour la conservation et la restauration des biens culturels à Rome, auquel incombe alors une importante tâche de documentation, de consultation et de formation.
En 1958, il se rend au Musée de Brooklyn pour prendre part à une conférence, qui conduit à la fondation en 1960 de la première formation universitaire en conservation aux États-Unis, au Conservation Center de l’Institute of Fine Arts de la New York University.
En 1960, l’université de Wayne State à Detroit lui confère le diplôme de docteur honoris causa, et en 1962, il devient membre du comité exécutif du Conseil international des musées.
Actuellement, l’université du Delaware propose une bourse Coremans pour les doctorants dans le domaine de la conservation, tandis que l’Institut du patrimoine culturel d'Espagne possède en projet nommé Coremans, pour COnservation, REstauration et MAintenance, mais aussi en hommage au fondateur de l’IRPA. Il existe par ailleurs, à Mexico, le Centre régional latino-américain des études pour la conservation et la restauration des biens culturels Paul-Coremans.

## Symposium Paul Coremans 2015
Du 15 au 17 juin, l'Institut royal du Patrimoine artistique a organisé un symposium international en l’honneur de son fondateur et premier directeur, Paul Coremans.

## Publications
- Paul Coremans, Sur le déplacement des électrolytes adsorbés, Universite Libre de Bruxelles Université libre de Bruxelles, Faculté des sciences, Bruxelles, 1932 (OCLC 921625313).
- Paul Coremans, De wetenschappelijke bescherming der kunstwerken in oorlogstijd, Laboratoire central des musées belges, Bruxelles, 1946, 32 p.
- Paul Coremans et Aquilin Janssens de Bisthoven, Van Eyck. L’adoration de l’Agneau mystique, De Nederlandsche Boekhandel, Anvers, 1948, 45 p.
- Paul Coremans, Van Meegeren’s faked Vermeers and de Hooghs. A scientific examination, J. M. Meulenhoff, Amsterdam, 1949, 40 p.
- Centre national de recherches “Primitifs flamands”, L’Agneau mystique au laboratoire : examen et traitement, De Sikkel, Anvers, 1953, 132 p.
- Paul Coremans (ea), Utilisation des lampes fluorescentes dans les musées. Considérations générales et conseils pratiques à l’usage des directeurs et des conservateurs de musées, ICOM, Paris, 1953, 14 p.